# Forsyth (Missouri)
Forsyth ist eine City im Taney County, Missouri, Vereinigte Staaten, die am Ufer des Lake Taneycomo und Bull Shoals Lake liegt. Das U.S. Census Bureau hat bei der Volkszählung 2020 eine Einwohnerzahl von 2730 ermittelt. Die Stadt hat eine Fläche von 5,3 km². 

## Geschichte
Forsyth wurde am 15. Dezember 1890 registriert. Mitte des Jahrhunderts wurden Pläne gemacht, den White River aufzustauen, etwa 80 Meilen unterhalb von Forsyth. Daraus erfolgte 1950 eine Umsiedlung ca. 2 Meilen westlich der ursprünglichen Stadt auf das Gelände eines Golf-Platzes. Das Gebiet der ursprünglichen Stadt nennt man heute den Shadow Rock Park.
Benannt wurde die Stadt nach John Forsyth, einem Gouverneur von Georgia und US-Außenminister unter den Präsidenten Andrew Jackson und Martin Van Buren.

## Bekannte Einwohner
Der Jazz-Musiker Charlie Haden (1937–2014) wuchs in Forsyth auf.